# The Hoover
Hoover — американський пост-хардкор гурт із Вашингтона, округ Колумбія.
Гурт був створений у 1992 році. У порівнянні з гуртом Fugazi, гурт Hoover був більш експериментальним, включаючи елементи джазу та дабу, не обмежуючись лише музичною агресією.
Що незвично, троє з чотирьох учасників гурту Hoover рівномірно розподіляли вокальні обов’язки.

## Історія
У 1992 році гурт Hoover заснували учасники кількох гуртів. Олександр Данхем (Alexander Dunham) грав у аризонському хардкор гурті Winds of Change до того, як переїхав до округу Колумбія на початку 90-х. Джозеф МакРедмонд (Joseph P. McRedmond) грав у гурті Admiral з міста Гаррісбург, штат Пенсільванія, а Крістофер Фаррал (Christopher Farrall) грав на барабанах у гурті Fine Day з Вашингтона. МакРедмонд, Фаррал і Джефф Фаріна (Geoff Farina) – майбутній фронтмен бостонського гурту Karate та брат Емі Фаріни з гурту Even – заснували гурт Victor Deluxe у 1991 році. Після кількох концертів Джефф Фаріна поїхав до Нової Англії, а на басі його замінив уродженець Небраски Фред Ерскін. Нарешті Олександр Данхем прибув із південного заходу, і квартет, який тепер називається Hoover, був повним.
Ян Маккей з Dischord Records познайомився з більшістю учасників гурту Hoover, оскільки вони обертались в тих самих музичних колах округу Колумбія. Ранні виступи гурту Hoover переконали його піти з ними в рекорд студію Inner Ear Studios, щоб записати їх перший сингл, "Sidecar Freddie/Cable", який був випущений напівлейблом Dischord/Hoover Limited у 1992 році.
У 1993 році вийшов ще один сингл гурту, "Private", який був випущений на Dischord/Hoover Limited. У тому ж році гурт випустив спліт, розділений з гуртом Lincoln, "Two-Headed Coin" на лейблі Art Monk Construction.
У 1994 році на рекорд-студії WGNS, з Джеффом Тернером (Geoff Turner), гурт записав альбом The Lurid Traversal of Route 7, який вийшов на лейблі Яна Маккея, Dischord Records. Альбом був перевиданий у 2005 році, та містив три додаткові треки.
Джейсон Хеллер (Jason Heller) з онлайн газети The A.V. Club описав альбом як «Fugazi одержимий демонами» і назвав його «одним із унікальних, моторошних пост-хардкор [альбомів] 1995-го і десятиліття».
Vulture.com вніс пісню «Electrolux» до списку найкращих емо-пісень початку 1990-х років під номером 86 зі 100.
Гурт Hoover розпався у 1994 році, але двічі возз'єднувався: один раз у 1997 році, щоб записати альбом Hoover, і знову у 2004 році для серії концертів у США та Європі.

## Склад гурту
- Олександр Данхем (Alexander Dunham) — гітара, вокал
- Фред Ерскін (Fred Erskine) — бас, вокал, труба
- Крістофер Фаррал (Christopher Farrall) — ударні
- Джозеф П. МакРедмонд (Joseph P. McRedmond) — гітара, вокал

## Дискографія

### Студійні альбоми
- The Lurid Traversal of Route 7 (1994, Dischord)
- Hoover (1998, Slowdime)

### Сингли
- "Sidecar Freddie/Cable" (1992, Hoover Union/Dischord)
- "Two-Headed Coin" (split with Lincoln) (1993, Art Monk Construction)
- "Private" (1993, Hoover Union/Dischord)

### Збірники
- All the President's Men (1994, Old Glory)
- 20 Years of Dischord (2002, Dischord)

## Споріднені гурти
- Abilene — Alex Dunham, Frederick Erskine
- Admiral — Joseph McRedmond
- The Boom — Christopher Farrall, Frederick Erskine
- The Crownhate Ruin — Frederick Erskine, Joseph McRedmond
- Fine Day — Christopher Farrall
- Freddie T. & the People — Frederick Erskine
- HiM — Frederick Erskine
- Hoonah — Frederick Erskine
- June of 44 — Frederick Erskine
- Just a Fire — Frederick Erskine
- Radio Flyer — Alex Dunham
- Regulator Watts — Alex Dunham
- Sea Tiger — Christopher Farrall, Joseph McRedmond
- Sevens — Christopher Farrall
- The Sorts — Christopher Farrall
- Watts Systems Ltd. — Alex Dunham
- Wind of Change — Alex Dunham